# Allium sandrasicum
Allium sandrasicum är en amaryllisväxtart som beskrevs av Kollmann, Özhatay och Roland von Bothmer. Allium sandrasicum ingår i släktet lökar, och familjen amaryllisväxter. Inga underarter finns listade i Catalogue of Life.